# Chironomus melanderi
Chironomus melanderi is een muggensoort uit de familie van de dansmuggen (Chironomidae). De wetenschappelijke naam van de soort is voor het eerst geldig gepubliceerd in 1917 door Kieffer.